# Basile Bouchon

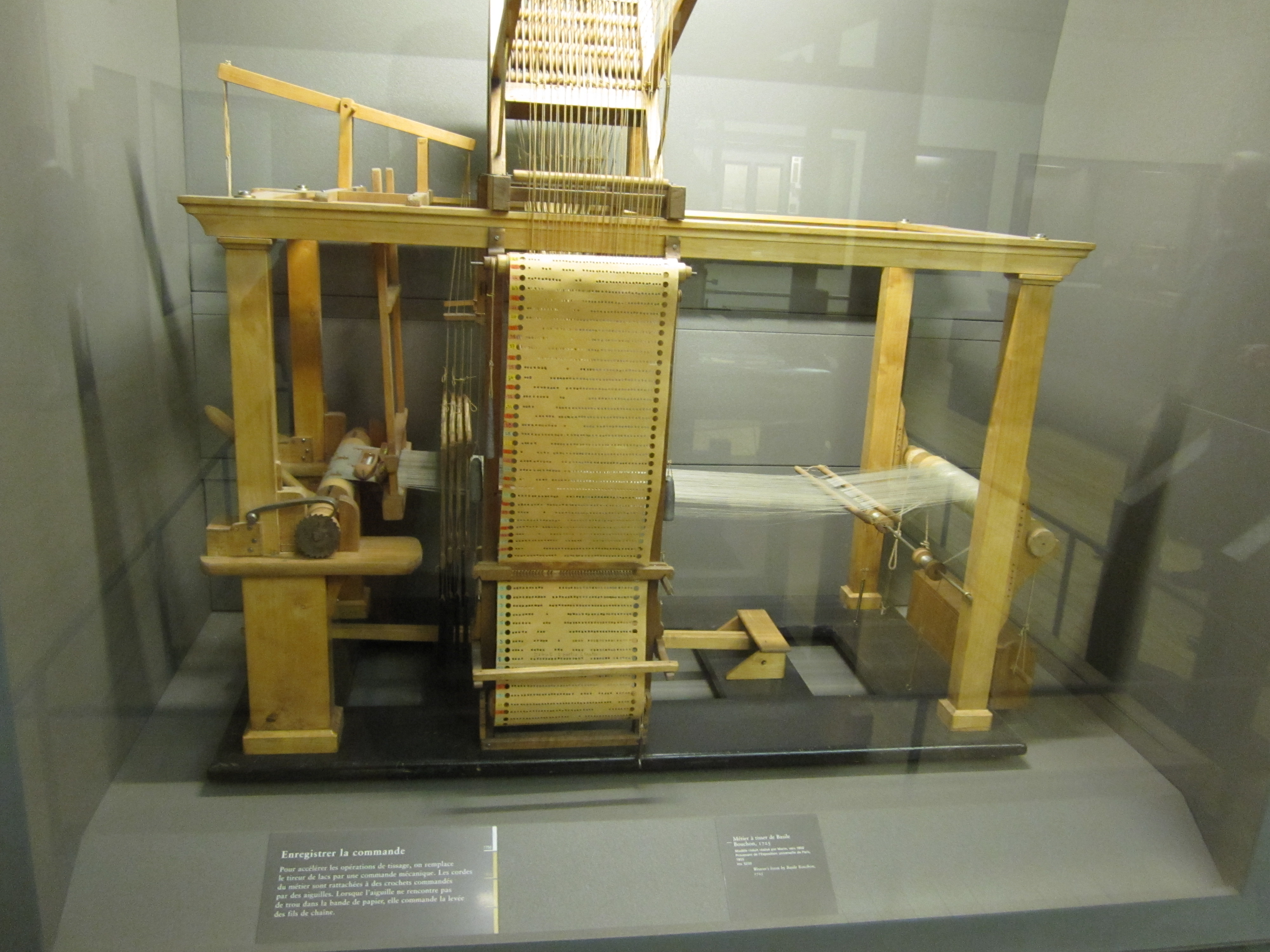
Automatyczne krosna projektu Bouchona

Basil Bouchon – francuski wynalazca, mistrz sztuk pasamonicznych z Lyonu. Urodził się w Luzarches. Był synem budowniczego organów. W 1725 roku stworzył krosno z nowym typem igieł do wybierania pętlic nicielnicy. Igły były sterowane poprzez wymienialną papierową wstęgę dziurkowaną. Wynalazek ten jest w literaturze naukowej określany jako „pierwszy program” i „pierwszy nośnik danych”. Ze względu na niewystarczającą liczbę igieł, umożliwiających tkanie dużych wyrobów, wynalazek Bouchona nie odniósł sukcesu. Inną wadą wynalazku Bouchona była konieczność wymiany całych wstęp w przypadku ich rozdarcia. Projekt Bouchona udoskonalił jego asystent Henri Falcon w 1728 roku. Do 1762 roku sprzedano 40 krosien według projektu Bouchona i Falcona.